# Ziegeldurchschuss
Ziegeldurchschuss ist ein moderner Begriff für ein spezielles Merkmal antiker römischer Mauertechnik, nämlich die regelmäßige Einfügung von Ausgleichslagen aus römischen Ziegeln in das Gussmauerwerk, opus caementitium.

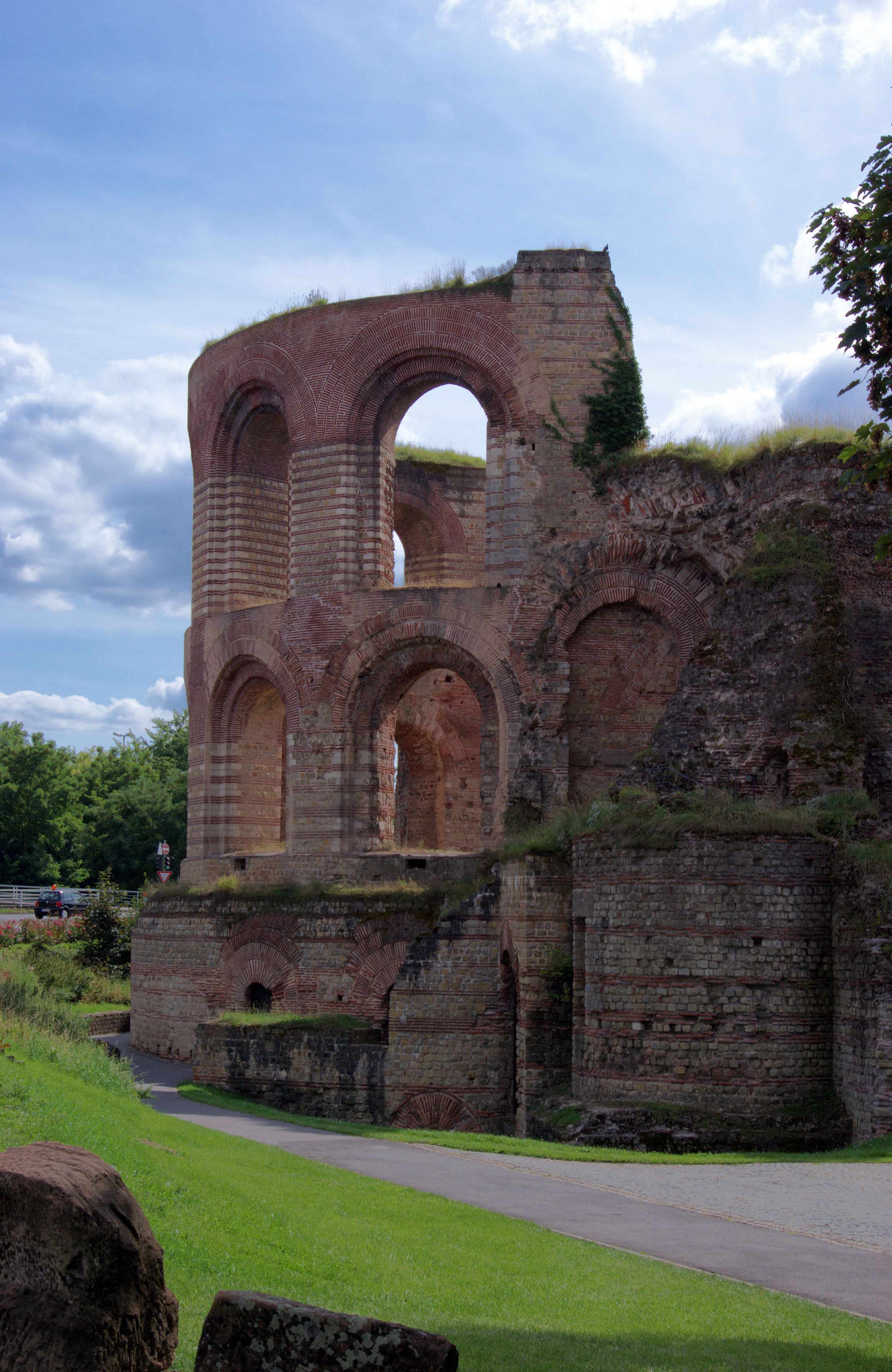
Mauerwerk der Trierer Kaiserthermen mit Ziegeldurchschuss

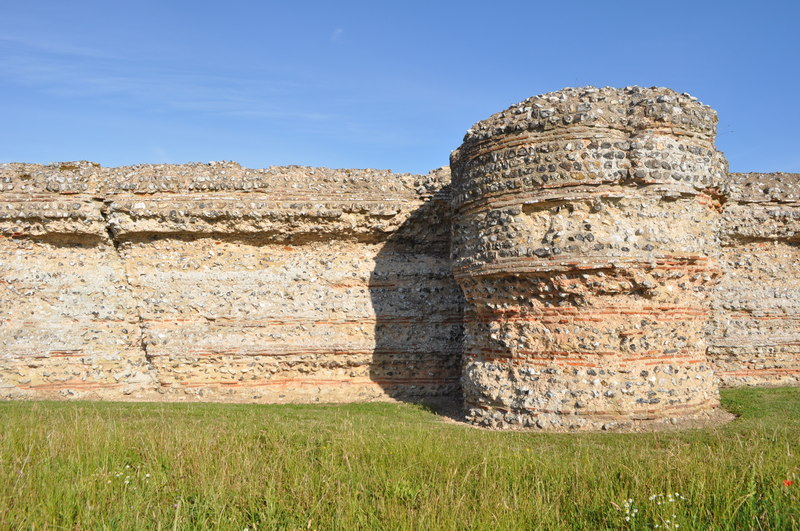
Burgh Castle, Norfolk/England, spätrömische Befestigungsmauer mit regelmäßigen Ziegellagen

## Verwendung
Bereits in der Architektur der Griechen wurden vereinzelt Maueranker oder sogenannte Spannsteine verwendet, um die inneren und äußeren Mauerschalen zu verbinden und eine größere Stabilität zu erreichen (ἔμπλεκτον – emplekton). Das Verfahren kam vermutlich deshalb in der römischen Mauertechnik regelmäßig zum Einsatz. Es wird bereits bei Vitruv beschrieben, der sich nachdrücklich dafür einsetzt.

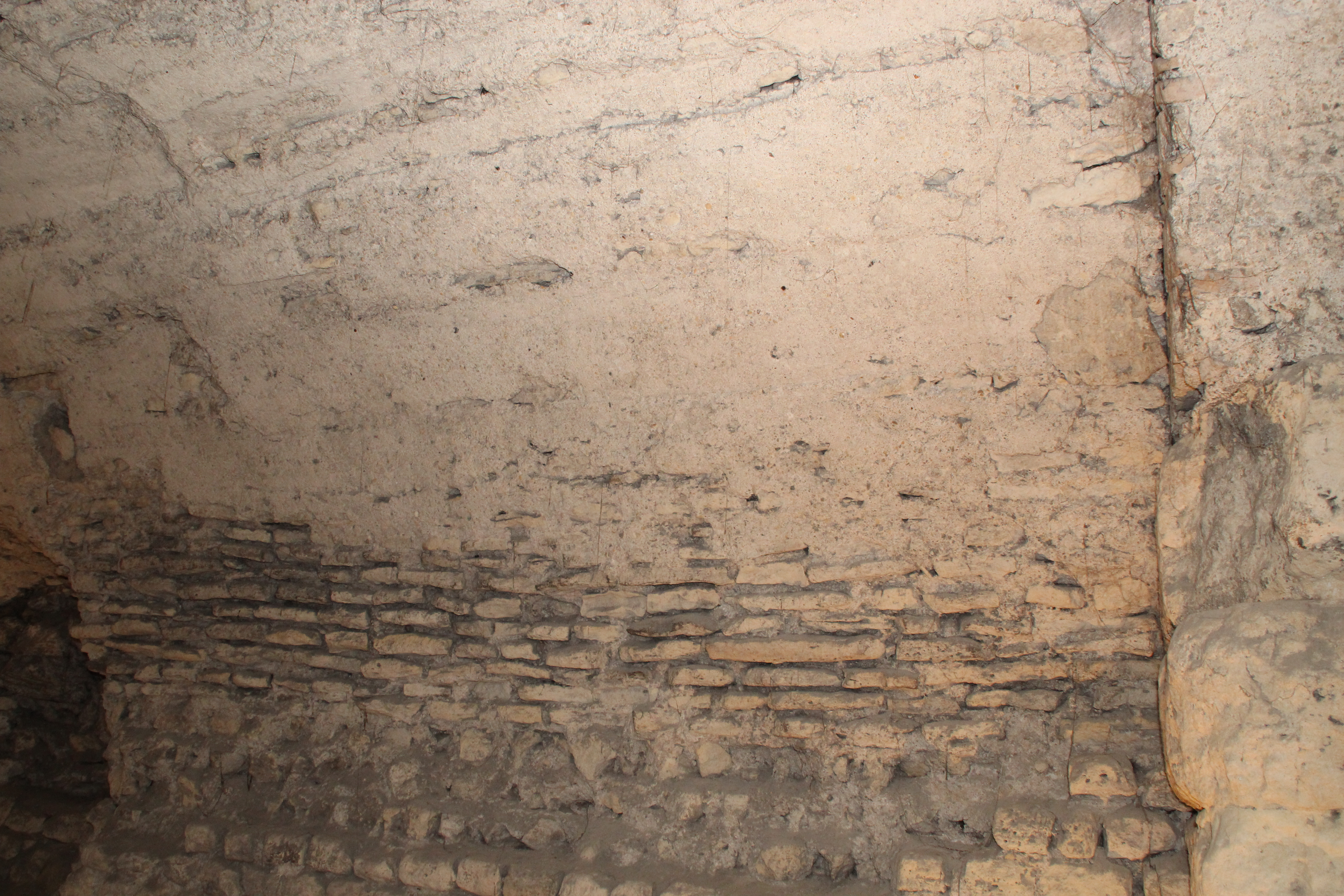
Die Thermen in Lutetia Parisiorum, (Paris), das Gewölbe aus einem Gussmauerwerk, opus caementitium, darunter die Ziegelsteinschicht

Der Ziegeldurchschuss eignete sich besonders für die in römischer Zeit weit verbreitete Technik des Gussmauerwerks (opus caementitium) mit vorgeblendeten Sichtquadern. Nach einer regelmäßigen Anzahl Lagen normaler Blendsteine wurde eine Ausgleichsschicht aus einer oder mehreren Lagen Ziegel verbaut, die entweder in den Mauerkern hinein- oder hindurchreichte. Der Zement wurde meist schichtweise zwischen die Ziegellagen eingebracht. Das Verfahren wurde vielfach angewandt und ist an vielen antiken Großbauten zu beobachten. Prominente Beispiele in Deutschland sind die Kaiserthermen und die Barbarathermen in Augusta Treverorum (Trier).